# August Schmarsow
August Schmarsow, né à Vellahn le 26 mai 1853 et mort à Baden-Baden le 19 janvier 1936, est un historien de l'art allemand.

## Biographie
August Schmarsow est né à Schildfeld qui fait maintenant partie de Vellahn , Mecklenburg - Schwerin , et a fait ses études à Zurich , Strasbourg et Bonn. Il devient Maître de conférences de l'histoire de l'art à Université de Göttingen en 1881, professeur en 1882, à Université de Wrocław en 1885, et se rend à Florence en 1892, puis à Université de Leipzig en 1893 
En 1888, il fonde le Kunsthistorisches Institut à Florenz (Institut d'histoire de l'art de Florence ), une institution destinée à promouvoir des recherches originales sur l'histoire de l' art italien , qui fait maintenant partie de la Max Planck Society , institution fédérale allemande.

## Travaux littéraires
Ses écrits sont caractérisés par une solide érudition et une critique aiguë. Il a écrit des biographies de David D'Angers , Ingres et Prudhon, Raphael et Pinturicchio à Sienne (1880); il a aussi écrit: 
- Melozzo de Forlì (1886)
- Giovanni Santi (1887
- Cathédrale Saint-Martin de Lucques (1889)
- Masaccio -Studien (1895-1899),
- Baroque et Rococo (1897)
- Grundbegriffe der Kunstwissenschaft (1905)
- Federico Barocci (1909–10)
- Gherardo Starnina (1912)